# Das Geheimnis der Geige
『Das Geheimnis der Geige ゲンのバイオリン』（ダス ゲハイムニス デア ガイゲ ゲンのバイオリン）は、NHKラジオ第2放送で2006年4月から同年9月まで放送されていた、ドイツ語講座入門編の物語である。
講師は慶應義塾大学専任講師の太田達也（現：南山大学外国語学部教授）で、ドイツ語初心者にも取り組みやすい内容になっている他、推理小説のようなストーリー展開となっているため、同様の語学講座の中でも人気があるものの一つである。

## あらすじ
日本からドイツの大学を受験するためにやってきた弦(ゲン)。しかし、電車の中で知り合った女性とバイオリンを取り違えてしまう。おばのオーム夫人と取り違えられたバイオリンを探す旅に出るが・・・

## 登場人物
青木弦(あおき げん - Gen Aoki)
この物語の主人公。しっかり者だが、体や精神が少し弱く、臆病な一面も持っている。食事の前には必ず薬を飲んでいる。
父親をケルン出身のドイツ人、母親を日本人とするハーフで、バイオリンを専攻としている。
造形芸術にも興味がある。
オーム夫人(Gisela Ohm)
この物語の副主人公といってもいい存在。ゲンのおじいさんの弟子だった。
ニュルンベルクに住んでいて、バイオリン製作家。
63歳という年齢だが、とても元気で向こう見ずな勇気を持っている(武装しているかもしれない泥棒に傘で立ち向かおうとしていた)。しかし、早とちりで涙もろいなどといった面もあり、ゲンがユリア・シュッツに恋心を抱いていると勘違いをしていた。
昼間からレストランで焼酎を注文するなど、大の焼酎好き。
ユリア・シュッツ(Julia Schütz)
ソロのバイオリニストで、電車の中で自分のバイオリンとゲンのバイオリンを取り違えて持っていってしまった。
物語の冒頭では、発言者の名前がFrau(女性)となっている。
夫と2人の子がいるが、時間には比較的フレキシブルと言っている。
マルレーネ・フィッシャー(Marlene Fischer)
フランクフルト・アン・デア・オーダーの市民大学でバイオリンを教えている。
ブルックナー通り9番地(Brucknerstraße 9)に住んでいて、ゲンやオーム夫人にはゲンが電車内で会った泥棒の女性だと勘違いされていた。
これも物語に初めて出てきたときは発言者の名前がJunge Frau(若い女性)となっている。
ゲンのおじいさん（フランツ・シック - Franz Schick)
1932年8月11日生まれで、当時ドイツで最高のバイオリン製作家だった。
ゲンがプロのバイオリニストになるつもりでいることをとても喜び、バイオリンを作ることを約束していたが、早く亡くなってしまい、かなわなくなってしまった。
実はユリア・シュッツのバイオリンも彼が製作したものである。
トレードマークは2匹のアリで、絵の才能も持っていた。
物語のナレーションを務めていた人物の声は実は彼の声で、物語の最初と最後は彼の声で締めくくられている。

## 物語の舞台
- ニュルンベルク
- フランクフルト・アム・マイン
- フランクフルト・アン・デア・オーダー
- ベルリン

## 評価
前述の通り、語学講座では最初は簡単な単語や文法のみの文章から入るため、全体の物語としてはおかしなものになってしまうことが多いが、この物語の場合は、そのようなことがほとんどなく、全体を通して完成度の高いものとなっている。
しかしながら、それは本文のみのことであり、ナレーション等には難しい表現も多く現れ、初心者には日本語の訳がなければ理解できないものもある。
いずれにせよ、語学講座としてのテキストとしては素晴らしいものであり、また、普通の小説としても通用するような内容で、人気が高い。
日本からの留学生が外国を旅行するというだけのものは他にも多々あるが、この作品の場合にはそれがバイオリンを探す旅になっており、話の内容が二転三転し、続きが楽しみになるようになっているので、学習者からしても飽きずに続けられる要因の一つとなっているものと思われる。
だが、物語の終盤の展開が速く、特にゲンの入試があってからは、すぐ合格発表となったりして、面白みに欠ける部分もある。
しかし、やはりこの作品の本当の目的はドイツ語の習得にある為、少々の展開の違和感はしょうがないことである。

### スタッフ
- 講師：太田達也
- パートナー：Marco Raindl、Nadine Kaczmarek

### テーマ曲
- KLEE 『Erinner Dich』